# 二硫化铅
二硫化铅是一种无机化合物，化学式为PbS2。这种物质可由硫化铅与硫在600°C以上高压加热制得。PbS2与二硫化锡（SnS2）类似，晶型为碘化镉型，因此可以证明铅是+4价的。